# Hastings Reef
Hastings Reef är ett rev i Australien.   Det ligger 50 km nordost om Cairns i delstaten Queensland, strax norr om Michaelmas Reef.